# Edward William Nelson

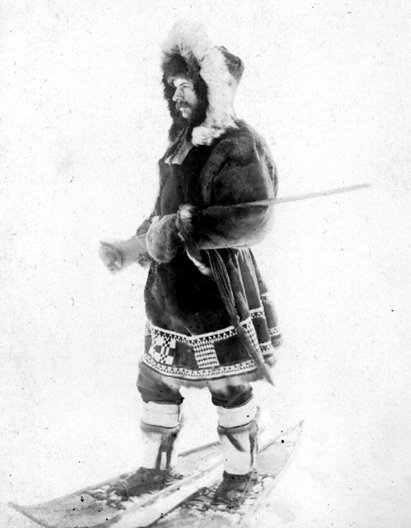
Edward William Nelson in Alaska

Edward William Nelson (* 8. Mai 1855 in Manchester, New Hampshire; † 19. Mai 1934 in Washington, D.C.) war ein US-amerikanischer Naturforscher und Ethnologe. Sein offizielles botanisches Autorenkürzel lautet „E.W.Nelson“.

## Leben und Wirken
Nelsons Eltern waren William Nelson und Nancy Martha Wells. Sein Vater fiel im Sezessionskrieg. 1868 zog seine Mutter mit ihm und seinem jüngeren Bruder Fred nach Chicago, wo sie 1871 beim Großen Brand obdachlos wurden. 1876 studierte Nelson an der Johns Hopkins University in Baltimore Biologie. 1877 trat er in die United States Sigmal Corps ein. Spencer Fullerton Baird war für die Rekrutierung von Nachrichtenoffizieren mit einer naturwissenschaftlichen Qualifikation an entfernten Forschungsstationen verantwortlich, die für ihn Studien der Flora und Fauna betrieben. Nelson arbeitete bis Juni 1881 in St. Michael in Alaska.
1881 beteiligte sich Nelson als Naturforscher an Bord der USRC Corwin an einer Suchexpedition für die verschollene USS Jeanette zur Wrangelinsel. Nelson veröffentlichte seine Entdeckungen im Report upon Natural History Collections Made in Alaska between the Years 1877–1881 (1887). Daneben beschrieb er seine ethnologischen Expeditionen im Werk The Eskimo about Bering Strait (1900).
1890 begleitete Nelson den Zoologen Clinton Hart Merriam, Leiter der Abteilung für Ornithologie und Säugetierkunde am Landwirtschaftsministerium der Vereinigten Staaten auf eine Expedition ins Tal des Todes. 1891 ging er nach Mexiko und betrieb dort für die nächsten 14 Jahre Feldstudien der terrestrischen Wirbeltierfauna. Davon wurde er zehn Jahre von Edward Alphonso Goldman begleitet. In der Folgezeit arbeitete er bis zu seinem Ruhestand im Jahre 1929 im Bureau of Biological Survey (Vorläufer des United States Fish and Wildlife Service), das er zwischen 1916 und 1927 leitete.
Nelson war Präsident der American Ornithologists’ Union, der American Society of Mammalogists und der Biological Society of Washington. Er veröffentlichte über 200 wissenschaftliche Publikationen und verfasste unter anderem die Erstbeschreibungen zum Dall-Schaf, zum Mexikanischen Wolf, zur Sinaloaschwalbe, zur Mexikonymphe, zum Omilteme-Baumwollschwanzkaninchen und zum Rotgesichtkolibri.

## Nach Nelson benannte Taxa
Zu den nach Edward William Nelson benannten Tieren gehören unter anderem das Nelson-Antilopenziesel (Ammospermophilus nelsoni), der Mexikanische Grizzlybär (Ursus arctos nelsoni), die Amargosa-Kröte (Anaxyrus nelsoni), Nelsons Kängururatte (Dipodomys nelsoni) und Nelsons Milchschlange (Lampropeltis triangulum nelsoni).
Joel Asaph Allen widmete im 1875 den wissenschaftlichen Namen der Nelsonammer (Ammospiza nelsoni), Charles Wallace Richmond 1900 des Berggelbkehlchen (Geothlypis nelsoni), James Bond 1936 und Robert Ridgway 1885 Maskentrupial-Unterart (Icterus cucullatus nelsoni).

## Werke (Auswahl)
- 1883: Cruise of the Revenue-Steamer Corwin in Alaska and the N.W. Arctic Ocean in 1881. by Revenue-Cutter Service United States. Publisher Govt. Print. Off. Washington, Published 1883
- --Medical and anthropological notes on Alaska, by Irving C. Rosse.
- --Botanical notes on Alaska, by John Muir.
- --The birds of Bering sea and the Arctic ocean, by Edward W. Nelson
- --List of fishes known to occur in the Arctic ocean, north of Bering strait, by Tarleton H. Bean (Ichthyologe).
- 1886: Contributions to the natural History of Alaska: results of Investigations made chiefly in the Yukon District and the Aleutian Islands
- 1887: Report upon natural history collections crade in Alaska, between the years 1877 and 1881; No. III. Edited by Henry W.Henshaw, Publisher Govt. Printing Office Washington, 1887
  - Part I - The Birds of Alaska
  - Part II - Mammals of Northern Alaska – with Frederick William True
- Descriptions of New Birds from Mexico. In: The Auk. Band 16, Nr. 1, 1899, S. 25–31 (englisch, sora.unm.edu [PDF; 266 kB]).
- 1899: Revision of the squirrels of Mexico and Central America
- 1899: Natural History of the Tres Marias Islands, Mexico
- 1900: The Eskimo about Bering strait Extract from the Eighteenth Annual Report of the Bureau of American Ethnology. Publisher: U.S.G.P.O. Washington, 1900
  - Map of the Distribution of the Eskimo about Bering Strait by E. W. Nelson 1898
- 1909: The rabbits of North American
- 1921: Lower California and its natural resources
- 1927: The book of birds: birds of town and country, the warblers, and American game birds
- 1930: Wild animals of North America: intimate studies of big and little creatures of the mammal kingdom
- 1930: The wilderness of Denali: explorations of a hunter-naturalist in northern Alaska